# Nicoline van der Sijs
Nicoline van der Sijs (Heerlen, 1 april 1955) is een Nederlandse taalkundige en etymologe.

## Leven en werk
Van der Sijs deed in 1979 haar doctoraalexamen slavistiek aan de Universiteit Utrecht, waar ze vervolgens als universitair docent werkzaam was totdat de vakgroep omstreeks 1985 werd opgeheven. Ze schakelde over op Nederlandse historische taalkunde, het vakgebied waarin ze in 2001 aan de Universiteit Leiden promoveerde.
Ze publiceert vooral over de geschiedenis van het Nederlands en de etymologie van de Nederlandse woordenschat. Van der Sijs heeft als zelfstandig onderzoekster een aantal boeken over taalhistorische onderwerpen gepubliceerd; die boeken onderscheiden zich doordat de materie op wetenschappelijk niveau én in begrijpelijke taal wordt gepresenteerd. Ze was verantwoordelijk voor de etymologie in de 12e, 13e, 14e en 15e editie van de Grote Van Dale. In april 2006 trad ze toe tot de hoofdredactie van het Etymologisch woordenboek van het Nederlands en ze was coauteur van het Van Dale Etymologisch woordenboek (zie hieronder). Daarnaast heeft ze een groot aantal artikelen gepubliceerd in het tijdschrift Onze Taal en bijdragen geleverd aan diverse jaargangen van de Onze Taal Taalkalender.
Begin 2010 nam Van der Sijs het initiatief tot de oprichting van de website etymologiebank.nl, die in november van dat jaar online ging als vervolg op het Etymologisch woordenboek van het Nederlands. Op deze site worden zo veel mogelijk etymologische naslagwerken bijeengebracht, waardoor belangstellenden en onderzoekers eenvoudig een overzicht kunnen krijgen van de stand van kennis over een woord of uitdrukking. Bovendien zullen op de etymologiebank nieuwe etymologische bevindingen worden gepubliceerd. De woordenboeken zijn onder leiding van Van der Sijs gescand en gecorrigeerd door vrijwilligers. De website is ontwikkeld in samenwerking met het Meertens Instituut, het Prins Bernhard Cultuurfonds en de Kiliaanstichting.
Sedert 1 januari 2013 is ze projectleider van Nederlab , ‘een laboratorium dat de veranderingspatronen in de Nederlandse taal en cultuur onderzoekt’, waarvoor ze in opdracht van het Meertens Instituut (penvoerder) een aanvraag heeft geschreven bij het programma Investeringen NWO-groot. Nederlab zal onderzoekers de mogelijkheid bieden lange-termijnveranderingen in de Nederlandse taal, letterkunde, cultuur en maatschappij te traceren. Alle Nederlandstalige teksten van de achtste eeuw tot nu zullen via de Nederlab-website doorzocht kunnen worden met binnen Nederlab ontwikkelde tekstanalysesoftware. In het project werkt het Meertens Instituut samen met het Huygens Instituut voor Nederlandse Geschiedenis, het Instituut voor Nederlandse Lexicologie, alle geesteswetenschappelijke faculteiten, en grote dataleveranciers: Digitale Bibliotheek voor de Nederlandse Letteren, Koninklijke Bibliotheek (Nederland) en een aantal universiteitsbibliotheken. 
Sedert 1 januari 2013 is Nicoline van der Sijs persoonlijk hoogleraar historische Nederlandse taalkunde in de digitale wereld aan de Radboud Universiteit Nijmegen. Daarnaast was ze tot februari 2020 als senior onderzoekster verbonden aan het Meertens Instituut. In februari 2020 is ze overgestapt naar het Instituut voor de Nederlandse Taal (INT) in Leiden.

## Digitalisering Bijbelvertalingen en andere teksten
In juni 2007 nam Van der Sijs het initiatief om de oorspronkelijke editie van de protestantse Statenvertaling van de Bijbel (1637) te digitaliseren. Binnen een jaar waren alle ruim 2,5 miljoen woorden uit deze tekst overgetypt en gecorrigeerd door een team van 135 vrijwilligers. Daarmee is dit het grootste letterkundige vrijwilligersproject dat tot nu toe in Nederland heeft plaatsgevonden. Op 22 mei 2008 werden de websites met de digitale Statenvertaling officieel geopend door Frits van Oostrom.
Inmiddels hebben de vrijwilligers (georganiseerd in de Stichting Vrijwilligersnetwerk Nederlandse Taal) een groot aantal digitale edities vervaardigd. Zij zijn te vinden op de website van de dbnl, de bijbels tevens op de websites van het NBG en het INL. Alle teksten zijn gedeponeerd bij DANS. De volgende digitale uitgaven zijn voltooid of worden binnenkort voltooid:
- Bijbels uit de 15e-17e eeuw: de Delftse Bijbel uit 1477, de Vorstermanbijbel (1528), de Leuvense Bijbel uit 1548, de Liesveltbijbel (editie 1542), het Nieuwe Testament van Jan Utenhove (1556), de Biestkensbijbel (1560), de Deux-Aesbijbel uit 1562, de Lutherse bijbel uit 1648, de tweede druk van de Statenvertaling uit 1657. Andere projecten zijn de Friese Bijbelvertaling van dr. Geert Aeilco Wumkes uit 1943, waarvan de gedigitaliseerde versie te vinden is op de website van de Digitale Historische Bibliotheek Friesland, en de Nije Fryske bibeloersetting.
- Vijf kerkboeken: de Psalmberijming van Petrus Dathenus (1566), de Psalmberijming van Willem van Haecht (1583), Het Boeck der Psalmen van Philips van Marnix (1591), Davids psalmen van Johan de Brune de Oude (1644) en Het boek der psalmen (1773).
- Non-fictieteksten: de spreekwoordenverzameling Nievwe Wyn in Oude Le’er-Zacken van Johan de Brune de Oude (1636), Het Groot VVoordenboeck: Gestelt in ’t Neder-duytsch, ende in ’t Engelsch van Hendrick Hexham (1648), Barbarologia ofte boeren-latyn van Salomon van Rusting (1733), het Huishoudelyk woordboek, vervattende vele middelen om zyn goed te vermeerderen, en zyne gezondheid te behouden, ... door M. Noel Chomel, twee delen (1743), De oorsprong en uitlegging van dagelijks gebruikte Nederduitsche spreekwoorden (1726) en Oorsprong en uytlegging van dagelyks gebruikte Nederduitsche spreekwoorden (1727) van Carolus Tuinman, en Handleiding tot de kennis van onze Vaderlandsche Spreekwoorden en Spreekwoordelijke zegswijzen van J.P. Sprenger van Eyk (1844).

## Digitalisering Collectie Scheepspost
Vanaf november 2011 was Nicoline van der Sijs als projectleider verbonden aan het Meertens Instituut, waar zij het project Gekaapte brieven coördineerde. Hierbij werden ongeveer 10.000 Nederlandstalige, zeventiende- en achttiende-eeuwse brieven ontsloten. De brieven maken deel uit van de Collectie Nederlandse Scheepspost (Admiralty Court), die zich bevindt in het archief van de High Court of Admiralty (onderdeel van The National Archives in Kew, Londen). De totale collectie beslaat ongeveer 38.000 brieven en documenten. Aan het project werkten ruim 140 vrijwilligers mee. Op 8 oktober 2012 werd de bijbehorende website gelanceerd.

## Publicaties (selectie)

### Als (co-)auteur
- met P.A.F. van Veen †, Etymologisch woordenboek. De herkomst van onze woorden, 2de druk, Utrecht/Antwerpen: Van Dale Lexicografie, 1997. ISBN 9066483121
- Het versierde woord. De Epitheta of woordcombinaties van Anthoni Smyters uit 1620, Amsterdam: Contact, 1999. ISBN 9025498337; ook digitaal beschikbaar
- met Jaap Engelsman: Nota bene: De invloed van het Latijn en Grieks op het Nederlands, Den Haag: SDU, 2000, herdruk 2006. ISBN 9057970678
- Chronologisch woordenboek van het Nederlands: De ouderdom en herkomst van onze woorden en betekenissen, Amsterdam: L.J. Veen, 2001. ISBN 9020420453 (handelseditie van haar proefschrift te Leiden  Etymologie in het digitale tijdperk: Een chronologisch woordenboek als praktijkvoorbeeld) — Ook digitaal beschikbaar
- Taal als mensenwerk: Het ontstaan van het ABN, Den Haag: SDU, 2004. ISBN 9012105870
- Van Dale Groot leenwoordenboek: De invloed van andere talen op het Nederlands 2de druk, met cd-rom, Utrecht/Antwerpen: Van Dale Lexicografie, 2005. ISBN 9789066480278
- De geschiedenis van het Nederlands in een notendop (Notendopserie), Amsterdam: Prometheus, 2005. ISBN 9789035128408
- Calendarium van de Nederlandse taal: De geschiedenis van het Nederlands in jaartallen, Den Haag: SDU, 2006. ISBN 9012117372
- Klein uitleenwoordenboek, Den Haag: SDU, 2006. ISBN 9012112370
- Cookies, Coleslaw, and Stoops: The Influence of Dutch on the North-American Languages, Amsterdam: UvA; Chicago: University of Chicago Press, 2009. ISBN 9789089641243 — Hiervan ook een Nederlandse versie: Yankees, cookies en dollars: De invloed van het Nederlands op de Noord-Amerikaanse talen, Amsterdam: UvA, 2009. ISBN 9789089641304
- met Roland Willemyns, Het verhaal van het Nederlands: Een geschiedenis van twaalf eeuwen, Amsterdam: Bert Bakker, 2009. ISBN 9789035132825; herziening van: Jan W. de Vries, Roland Willemyns en Peter Burger, Het verhaal van een Taal: Negen eeuwen Nederlands, Amsterdam: Prometheus, 1993. ISBN 9053331867
- Nederlandse woorden wereldwijd, Den Haag: SDU, 2010. ISBN 9789012582148
- Met Marc van Oostendorp, Een mooie mengelmoes. Meertaligheid in de Gouden Eeuw. Amsterdam: AUP, 2018. ISBN 9789463720823
- 15 eeuwen Nederlandse taal, 2019. ISBN 9789056155346
- Taalwetten maken en vinden: Het ontstaan van het Standaardnederlands, 2021. ISBN 9789056157135; herziening van haar eerdere boek Taal als mensenwerk: Het ontstaan van het ABN

### Als redacteur
- J.G.M. Moormann, De geheimtalen, oorspr. 2 dln. Zutphen: Thieme, 1932 & 1934, met een nieuw, nagelaten deel. Bezorgd door Nicoline van der Sijs, met een inleiding van Enno Endt (Amsterdam/Antwerpen: L.J. Veen, 2002) ISBN 9020459457 — Ook digitaal beschikbaar
- Taaltrots: Purisme in een veertigtal talen. Amsterdam/Antwerpen: Contact, 1999. ISBN 9025496245
- met Joep Kruijsen: Honderd jaar stadstaal. Amsterdam/Antwerpen: Contact, 1999. ISBN 9025495532
- met Marlies Philippa, Frans Debrabandere, Arend Quak en Tanneke H. Schoonheim, red. Etymologisch woordenboek van het Nederlands. Amsterdam: UvA, 2003-2009.
- Wereldnederlands: Oude en jonge variëteiten van het Nederlands. Den Haag: Sdu Uitgevers, 2005. ISBN 9789012107396
- met Jan Stroop & Fred Weerman, red. Wat iedereen van het Nederlands moet weten en waarom. Amsterdam: Bert Bakker, 2006. ISBN 9789035130838

### Als hoofdredacteur van een reeks
- Hoofdredacteur en auteur van het voorwoord van Taal in stad en land (TISEL), een reeks van 27 dialectbeschrijvingen van het complete Nederlandstalige gebied in Nederland, België en Frankrijk, verschenen tussen 2002 en 2005

## Prijzen en erkenning
- In 2001 kende het Algemeen-Nederlands Verbond Van der Sijs de ANV-Visser Neerlandia-prijs toe voor haar verdiensten bij het toegankelijk maken van historische teksten. In 2005 verscheen ter gelegenheid van haar 50e verjaardag Taal als levenswerk. Aspecten van de Nederlandse taalkunde, een gevarieerde bundel artikelen met o.a. een vrijwel volledig overzicht van haar publicaties.[5]
- Op 6 november 2006 heeft Van der Sijs de Prijs voor de Geesteswetenschappen van het Prins Bernhard Cultuurfonds ontvangen.[6][7] Ter gelegenheid daarvan schreef zij het Calendarium van de Nederlandse taal, waarin de geschiedenis van het Nederlands wordt gepresenteerd in vele duizenden, chronologisch geordende feiten.
- Op 26 januari 2011 werd Nicoline van der Sijs Officier in de Orde van Oranje-Nassau. Bij de uitreiking op een bijeenkomst van de Nederlandse Taalunie en het Genootschap Onze Taal noemde staatssecretaris Halbe Zijlstra van Onderwijs, Cultuur en Wetenschap haar "een van onze meest prominente taalwetenschappers die haar kennis over etymologie en historische taalkunde heeft neergeschreven in een indrukwekkende serie boeken".[8]
- Op 10 oktober 2020 kreeg het boek 15 eeuwen Nederlandse taal van Nicoline van der Sijs de Taalboekenprijs 2020 van Onze Taal en het ANV.[9]
- In 2025 ontving ze voor haar uitzonderlijke prestaties op het gebied van de neerlandistiek de Everwinus Wassenbergh Penning.[10]